# Naomi Beukes-Meyer
Pour les articles homonymes, voir Beukes (homonymie) et Meyer.
Naomi Beukes-Meyer est une auteure, actrice, scénariste, réalisatrice et productrice originaire de Namibie. Elle est née en 1965 et vit à Berlin, en Allemagne. Elle est connue pour ses pièces de théâtre, web-séries et courts métrages portant sur les femmes noires, les femmes appartenant à la communauté LGBTQIA+ ainsi que les femmes immigrées en Europe, notamment avec la web-série The Centre. 
Au travers de son œuvre, Naomi Beukes-Meyer veut encourager les femmes noires, en particulier les femmes de Namibie, à traiter des sujets tabous tels que la violence domestique, la sexualité féminine et la discrimination. Elle veut les encourager à se lever, à s'exprimer et à défendre leurs droits. 

## Biographie

### Jeunesse et arrivée en Allemagne
Naomi Beukes-Meyer est née en 1965 à Rohoboth en Namibie. Son père est pasteur. Durant son enfance, elle a été marquée par le tabou contre les violences sexuelles envers les femmes et les filles et par le racisme liés à l'apartheid.
De 1984 à 1988, elle a fréquenté l'Université de Namibie à Windhoek où elle a étudié l'art dramatique,. Alors étudiante, elle a été victime de discrimination en tant que femme noire. Elle souhaitait devenir actrice et se produire au Théâtre National de Namibie. La scène étant, à cette époque, encore réservée aux acteurs et metteurs en scène allemands blancs, Beukes-Meyer les a d'abord assistés en préparant leur café et a ensuite travaillé dans le service de nettoyage du théâtre.
En 1995, alors âgée de 29 ans, elle s'nstalle à Berlin, en Allemagne et y vit encore aujourd'hui,.

### Carrière

#### Un début dans l'écriture et la dramaturgie
Elle a commencé à écrire en travaillant en tant que metteure en scène au Théâtre national de Namibie. Son premier texte porte sur les grossesses précoces en Namibie, s'inspirant d'histoires étant arrivées aux femmes de son entourage. De ce premier texte est créée This is our Life, sa première pièce de théâtre. Elle est jouée pendant plusieurs semaines au Théâtre national de Namibie (en).
Le succès de cette pièce l'a amenée au National Theatre Arena de Namibie où elle a écrit et mis en scène plus de 25 pièces. Parmi celles ayant eu le plus de succès, on retrouve Aids (1995) sur le thème du VIH et Idealist - Terrorist (2009), une histoire sur une femme politique dont la sœur fait partie d'un groupe terroriste clandestin en Allemagne.  L'une de ses pièces, Namibian Roulette (1994), dont le thème principal est la circulation d'armes en Namibie, a remporté le National Theatre Awards for Schools, en Namibie. Une de ses pièces a également atteint la finale du Wildsound Screenplay Competition à Toronto. En 2005, elle publie son premier roman, The Fire in Me (An AIDS Story), histoire portant sur l’amitié de deux femmes et leur détermination à mettre fin à un rituel cruel organisé contre des jeunes filles dans le désert du Namib.
Elle écrit aussi à destination d'un jeune public. En 2005, elle écrit Alice in the Rain Forest, une histoire humoristique portant sur la préservation des forêts. En 2007, elle lance The Puppet Maker, un projet de danse pour développer la conscience sociale chez les enfants.

#### Révélation au cinéma et reconnaissance critique
Naomi développe actuellement son premier scénario de long métrage avec le producteur français Luc Ntonga (Cosmopolis Films). En 2008, elle réalise The Fire in Me, une adaptation de son premier roman.
En 2009, Idealist - Terrorist a été adapté comme scénario et produit sous forme de court métrage sur le web.
En 2013, elle réalise The Centre, une série de courts métrages dans laquelle elle joue. The Centre a été inspiré par le manque de représentation des femmes africaines de première et deuxième génération, en particulier les femmes lesbiennes, vivant en Europe dans les drames cinématographiques et télévisuels. Naomi Beukes-Meyer aborde la question de la violence contre les femmes africaines en Namibie et en Allemagne. Elle y montre comment les femmes noires en Allemagne vivent entre deux cultures et sont ainsi souvent exposées à une double discrimination. Dans la série, Naomi Beukes-Meyer s'inspire de sa propre expérience de femme noire ayant migré en Allemagne. Elle y inclut également des expériences de son enfance et de ses études en Namibie, qui était alors administrée par le régime d'apartheid raciste d'Afrique du Sud. 
Le premier épisode, intitulé I'm Still Down Here, peut également être considéré comme un court métrage autonome. L'intrigue se concentre sur l'histoire d'amour de deux adolescentes et leur lutte concernant les valeurs familiales, religieuses et culturelles. Bien que le film n'ait reçu aucun financement et ait été principalement financé par la réalisatrice elle-même, son scénario non conventionnel et le fait qu'il soit apparu en tant que webisode sur diverses plates-formes de partage de vidéos sur Internet, dont One More Lesbian, l'ont rendu très visible. L'épisode a été vu plus de 150 000 fois durant l'année qui a suivi la première diffusion. 
Le deuxième épisode, What to do with the Silence, se concentre sur le parcours personnel du personnage principal, Leoni (interprété par Naomi Beukes-Meyer) et les circonstances tragiques qui l’ont amenée d’une vie sédentaire en Namibie à aider d’autres immigrantes africaines à Berlin. Alors que le premier épisode a été entièrement tourné à Berlin, la réalisatrice et son équipe ont tourné à Berlin et à Windhoek, en Namibie. Les 30 000 $ recueillis grâce à la campagne de financement participatif ont servi à couvrir les frais de distribution dans les deux pays, les coûts de post-production ainsi que la location d'équipement à Windhoek.
« Nous avons commencé à examiner le modèle de financement participatif qui a été utilisé avec tant de succès pour financer des productions cinématographiques aux États-Unis et au Canada et avons estimé que c'était une option positive pour nous », a déclaré Naomi Beukes-Meyer.
Le troisième épisode, Another Day in Paradise, est diffusé en 2017 et est produit par la télévision namibienne. Elle y raconte comment les Africains de Berlin maîtrisent la vie entre les cultures. L'intrigue se concentre sur les expériences de l'assistante sociale Leoni, cette fois encore interprétée par la réalisatrice, et sur le sort des femmes dans le « Center », un centre de conseil pour femmes que Leoni a lancé à Berlin.
La série reçoit un certain succès et les épisodes ont remporté plusieurs prix.
En 2018, elle a produit et a réalisé The Wind on your Skin avec Jana von Hase. En 2020, elle réalise le trailer de la série The Unseen, réalisée par Birgit Stauber.

#### Médiatisation
Naomi Beukes-Meyer participe également à des ateliers d’écriture, notamment pour la télévision nationale allemande, et a également travaillé sur des séries-télévisées telles que Au rythme de la vie.
Le 17 septembre 2015, elle est l'invitée d'honneur d'un évènement berlinois, Film und Gespräch: "The Centre" Kurzfilme über Schwarze Frauen zwischen Gewalt, Liebe und Kultur, organisé par Frauenkreise, un collectif berlinois luttant pour la cause des femmes. Le 22 septembre 2017, elle est invitée aux 25 ans du collectif  et a écrit et prononcé le discours d'ouverture.
En 2014 et 2015, le projet The Centre apparaît dans les ouvrages de Vincent Terrace : Internet Drama and Mystery Television Series, 1996-2014 (2014) et Internet Lesbian and Gay Television Series, 1996-2014 (2015).
En 2017, le deuxième épisode de The Centre, What to do with the Silence, est projeté au Festival international du film de Thessalonique.
En 2018, elle est l'invitée de la quatrième édition du festival Vive l'Afrique à Berlin, aux côtés de Astrid North, Mwenda Mayer, Djatou Touré & Band et DJane Mellowrose. Le troisième épisode de The Centre y est diffusé. 
En 2018, elle apparaît dans le film documentaire de Natasha A. Kelly, Millis Erwachen, dans lequel son œuvre est mis à l'honneur. Le film met en scène huit femmes noires allemandes de différentes générations et retrace ainsi l’émergence du mouvement des femmes noires depuis les années 1960. Elles parlent de leurs origines, de leurs vies et de leurs expériences avec le racisme quotidien en Allemagne. Elles sont toutes impliquées dans des activités artistiques et s'engagent dans des projets culturels pour l'égalité des femmes noires. En rappel à la tradition afro-culturelle et féministe du quilting, les huit voix forment ensemble un grand tout. Le film connaît un certain succès et est récompensé du prix Black Laurel Film 2018 dans la catégorie "meilleur documentaire". 
Du 23 février au 14 avril 2019, une exposition intitulée Schwarze Frauen, Kunst und Widerstand, organisée par la Galerie für Gegenwartskunst de Fribourg lui est consacrée. L'exposition montre le film-documentaire de Natasha A. Kelly, Millis Erwachen, ainsi qu'un épisode de la série The Centre. 
Le 18 août 2019, The Wind on your Skin est présenté dans l'émission The Collegium - Forum & Television Program Berlin produite par Fountainhead Tanz Théâtre, diffusée quatre fois par semaine sur la chaîne de télévision berlinoise ALEX Berlin Open Channel. La présentation de l’œuvre est suivie d'une interview de Naomi Beukes-Meyer.

### Vie privée
Parallèlement à ses activités artistiques, elle est professeur de théâtre à Berlin dans une école primaire,. Elle développe un programme au Théâtre national pour l'enseignement primaire et supérieur.
Elle fait partie du réseau de Queer Media Society, un média en ligne allemand qui lutte contre les discriminations des personnes lesbiennes, gays, bisexuels, trans et inter et non binaires dans les médias.
Elle milite également contre les violences faites aux femmes auprès de l'organisme militant One-Billion-Rising.

## Distinctions

### Récompenses cinématographiques
| Prix                                                  | Année | Catégorie                                                                  | Film nommé              |
| ----------------------------------------------------- | ----- | -------------------------------------------------------------------------- | ----------------------- |
| Direct Monthly Online Film Festival                   | 2017  | Meilleur film LGBT                                                         | Another Day in Paradise |
| Hollywood International Moving Pictures Film Festival | 2017  | Meilleur webisode/nouveau média                                            | The Wind on your Skin   |
| Los Angeles Film Awards                               | 2018  | Meilleur duo                                                               | Another Day in Paradise |
| Los Angeles Film Awards                               | 2018  | Meilleur drame                                                             | Another Day in Paradise |
| Berlin Black International Cinema Festival            | 2019  | Meilleur film portant sur l'expérience noire/des populations marginalisées | The Wind on your Skin   |
| Golden Earth Film Award                               | 2019  | Meilleure web-série                                                        | The Wind on your Skin   |
| London International Motion Pictures Award            | 2019  | Meilleure web-série                                                        | The Wind on your Skin   |
| Top Shorts Film Festival                              | 2019  | Film Indie                                                                 | The Wind on your Skin   |
| Vegas Movie Awards                                    | 2019  | Meilleure réalisatrice                                                     | The Wind on your Skin   |
| Vegas Movie Awards                                    | 2019  | Meilleure web-série                                                        | The Wind on your Skin   |

### Récompenses littéraires
- National Theatre Awards for Schools pour Namibian Roulette[6].

### Nominations cinématographiques
- Women's Only Entertainment Film Festival 2017 pour Another Day in Paradise[9].

### Nominations littéraires
- African Women in Europe Awards 2017 dans la catégorie auteur de l'année[22].

## Filmographie

### Réalisatrice
- 2018 : The Wind on your Skin (mini-série), co-réalisé par Jana von Hase[10].
- 2020 : The Unseen (trailer), série réalisée par Birgit Stauber, produite par Naomi Beukes-Meyer Produktion[11].

### Productrice
- 2009 : Idealist-Terrorist (court métrage).
- 2013 : The Centre: I'm Still Down Here (court métrage).
- 2018 : The Wind on your Skin (mini-série), co-réalisé par Jana von Hase[10].
- 2020 : The Unseen (série), réalisé par Birgit Stauber[11].

### Scénariste
- 2015 : What to do with the Silence (court métrage), réalisé par Eddy Ballardi.
- 2018 : The Wind on your Skin (série), réalisé par Naomi Beukes-Meyer et Jana von Hase[10].

### Actrice
- 2013 : The Centre: I'm Still Down Here (court métrage) : Leoni
- 2015 : The Centre: What to Do with the Silence (court métrage) : Leoni
- 2017 : The Centre: Another Day in Paradise (mini-série) : Leonie
- 2018 : (L)Only (court métrage) : Violet Clover
- 2019 : The Wind on your Skin (mini-série) : Leoni Schwartz
- 2020 : tripleF*** (documentaire) : Safa[23]

## Publications
- (de) Naomi Beukes-Meyer, The Fire in Me : (An AIDS Story), Lulu.com, 2005 (ISBN 1411636015, lire en ligne)